# Nachal Elkana
Nachal Elkana (hebrejsky: נחל אלקנה) je krátké vádí v severním Izraeli, na pomezí vysočiny Ramat Menaše a pohoří Karmel.
Začíná v nadmořské výšce přes 150 metrů nad mořem, severovýchodně od vesnice Bat Šlomo. Odtud vádí směřuje k jihu odlesněnou kopcovitou krajinou. Míjí zde pramen Ejn Elkana (עין אלקנה). Na východním okraji obce Bat Šlomo pak poblíž tělesa dálnice číslo 70 ústí zprava do vádí Nachal Tut.